# Ото Вајнингер
Ото Вајнингер (Беч, 3. април 1880 — Беч, 4. октобар 1903) је био аустријски филозоф јеврејског порекла.

## Биографија
Рођен у Бечу 3. априла 1880. године као друго дете једног уметничког занатлије. Био је весео дечак и радо је учествовао у дечјим играма. Прилично рано је код њега почео да се примећује снажан нагон за знањем. У гимназији је марљивим читањем историјских, књижевних и филозофских дела био много испред својих година. У то доба се највише занимао за филологију, а и носио се мишљу да постане филолог. Француским, енглеским и италијанским језиком потпуно је владао, а добро је познавао шпански и норвешки. Смисао за природне науке и математику пробудио се код њега тек касније, када је похађао универзитет. На студијама се нарочито подробно бавио филозофијом, биологијом, физиологијом, физиком и математиком. За експерименталне вежбе у лабораторији није показивао много склоности.
Веома је карактеристичан његов однос према музици, за коју је био необично талентован. Музички утисак у њему је будио слике из душевног живота или из природе, па и онде где је посреди била само апсолутна музика, далека од сваког текста и програма. Највећи међу свим музичарима, највећи уметник човечанства уопште, за њега је Рихард Вагнер. После Вагнера највише је поштовао Бетовена. Моцарт, Бах и Хендл били су, у његовом смислу, најпобожнији композитори.
Карактеристичан је и његов однос према природи. Имао је изванредно снажно, диференцирано и обухватно осећање за природу, и као у случају музике, сви утисци су повезани са асоцираним садржинама представа.
Најдубље разумевање Вајнингеровог живота и мишљења разоткрива нам његов став према дуализму. Човек је, према Вајнингеру, састављен из два дела: један део потиче из свемира, из космоса, из божанства, а други из ништавила, из хаоса, из ђавола. Део из космоса протеже се на све у чему се изражава оно што је добро, лепо и истинито; у њему се налази све позитивно, све што самостално егзистира, свака снага и животна радост, а истовремено и све објективно што повезује људе једне с другима. Друга половина, наслеђе хаоса, садржи све негативно, све што егзистира неслободно и не на основу себе самог, сваки страх и слабост и све што раздваја људе: на њиховом челу злочин и лудило.
Са психијатријске стране Вајнингер је означен као хистеричан. Сматрало се да је ова дијагноза оповргла његова начела. Сигурно је да је Вајнингер у то доба готово увек био близу очајања, али упркос томе, сачувао је моралну снагу да до смрти одржава веру у могућност своје победе.
Након што је одлучио да се убије, напустио је стан својих родитеља и изнајмио једну собу у кући у којој је умро Бетовен. Ту је провео једну ноћ. Рано ујутру, 4. октобра 1903. године окончао је свој живот простреливши се кроз груди.
Доживљавајући зло света као сопствену кривицу, Ото Вајнингер је пресудио сам себи потврђујући и на овај трагичан начин чињеницу прародитељског греха и слободне одлуке сваког човека да се према њему постави.